# Eduardo Calmell del Solar
Eduardo Martín Calmell del Solar Díaz (Huancayo, 6 de marzo de 1951 - Santiago de Chile, 10 de abril del 2014) fue un periodista, empresario y político peruano. Fue director del diario Expreso y diputado de la república durante 2 periodos como miembro de Acción Popular. 

## Biografía
Nació en la ciudad de Huancayo, el 6 de marzo de 1951. Fue hijo del exministro y cofundador de Acción Popular, Fernando Calmell del Solar Zúñiga y de Nélida Díaz Somosierra.
Estudió la carrera de periodismo y también se dedicó al ámbito empresarial. Debido a la cercanía que desarrollo con el exministro Manuel Ulloa Elías, dueño del diario Expreso, Calmell del Solar tomó luego la dirección del diario durante los años 90s. Posteriormente, en 1998, Calmell del Solar y Manuel Ulloa Van-Peborgh (hijo de Ulloa Elías) crearon Cable Canal de Noticias. Que fue el primer canal peruano de producción propia para ser distribuido exclusivamente mediante televisión por cable.
En aquel año, la línea editorial del canal fue crítica al gobierno de Alberto Fujimori. Situación que cambiaría totalmente en los siguientes años hasta su cierre en 2001.

## Carera política

### Diputado de la República
Eduardo Calmell del Solar decidió incursionar en el ámbito político cuando se inscribió como militante del partido Acción Popular del expresidente Fernando Belaúnde Terry.
En las elecciones parlamentarias del año 1980, Calmell del Solar decidió participar como candidato a la Cámara de Diputados por la lista de Lima Metropolitana. Fue elegido diputado para el periodo parlamentario 1980-1985.
Fue viceministro de Hacienda en 1984.
Tentó sin éxito la reelección en 1985. En 1990 fue nuevamente elegido como diputado como miembro del Frente Democrático (coalición donde integraba Acción Popular), con 15,588 votos, para el periodo 1990-1995.
Durante su labor parlamentaria, fue presidente de la Comisión Bicameral de Presupuesto (1991-1992). Sin embargo, su cargo luego fue disuelto el 5 de abril de 1992 tras el cierre del Congreso de la República decretado por el expresidente Alberto Fujimori.
Tras el golpe de Estado, Calmell del Solar decidió alejarse del ámbito político y se dedicó en su labor empresarial como director del diario Expreso. Posteriormente se volvió más cercano al gobierno de Alberto Fujimori.

## Controversias

### Vladivideo
Ante la difusión a nivel nacional de los Vladivideos en septiembre del año 2000, se hizo público otro vladivideo en el que se ve a Calmell del Solar reuniéndose con Vladimiro Montesinos en el Servicio de Inteligencia Nacional y recibiendo USD 500 000 a cambio de vender la línea editorial del diario Expreso para apoyar la tercera campaña presidencial de Alberto Fujimori a la presidencia de la república y manchar honras a los político de la oposición.
Posteriormente se conoció otro video en el que Calmell del Solar recibía USD 2 000 000 de Montesinos para comprar las acciones de Cable Canal de Noticias a favor del Ministerio de Defensa, institución que por ley no puede poseer medios de comunicación. En total, el monto entregado a Calmell del Solar sumó 3,75 millones de dólares estadounidenses.

### Prisión domiciliaria en 2001
En 2001, Calmell del Solar fue denunciado ante el Ministerio Público y se ordenó su captura, sin embargo, este huyó escondido en la maletera del auto de Manuel Ulloa Van-Peborgh cuando abandonaba las instalaciones de Expreso. Finalmente, fue capturado y luego sentenciado a prisión domiciliaria. Posteriormente, en abril del 2001, se revocó su orden detención domiciliaria y se dispuso su arresto. Fue enviado al penal San Jorge y luego al penal Sarita Colonia del Callao.
Durante su defensa, señaló que, cuando Montesinos le entregó USD 2 500 000 en efectivo, comprando la línea editorial de Expreso y Cable Canal de Noticias, ignoraba que estaba participando en un acto ilícito.

### Liberación y fuga en 2002
El 21 de julio del 2002, fue liberado por una decisión del juez titular del 10.° Juzgado Penal del Callao, Víctor Arbulú, que el mismo presidente de la Corte Superior de Lima, Sergio Salas Villalobos, calificó de «muy sospechosa». Tras esta liberación, Calmell del Solar huyó del Perú, presumiblemente por la frontera norte del país. Se afirmó que fue visto en el aeropuerto de Guayaquil, Ecuador, abordando un avión rumbo a Estados Unidos.
En 2004, Calmell del Solar salió del Perú rumbo a Chile. Fue ubicado por la policía chilena quien informó que, el 26 de mayo de ese año, Calmell del Solar había ingresado a ese país a través del Aeropuerto Internacional de Santiago. A pesar de que existía una orden de captura internacional en su contra dictada el 25 de junio del 2002. Este cambio de destino se explica en el hecho de que Chile tipifica el delito de cohecho de diferente manera que el Perú, lo que impediría el proceso de extradición. A pesar de ello, el 17 de enero del 2005, el Perú solicitó ante la Corte Suprema de Chile la extradición del prófugo ante la acusación de estar vinculado a la mafia fujimontesinista.
En el 2005, la Corte Suprema de Chile rechazó la extradición de Calmell del Solar, señalando que, según la tipificación penal chilena, los actos de Calmell del Solar no constituyen delito en esa república. Con prescindencia de que el Estado peruano demostró que sí lo constituían en el Perú.

## Fallecimiento
El 9 de abril del 2014, Eduardo Calmell del Solar falleció a los 63 años de edad en la ciudad de Santiago de Chile tras padecer de un penoso cáncer.